# Asrate Mariam Yemmeru
Asrate Mariam Yemmeru, né le 4 avril 1904, à Debrebrahan, et mort le 10 septembre 1990, est un prélat de l'Église catholique éthiopienne.

## Biographie
Asrate Mariam Yemmeru est né le 4 avril 1904, à Debrebrahan, dans l'Empire d'Éthiopie.
Il est ordonné prêtre, le 11 juin 1934.
Il est nommé éxarque apostolique d'Asmara, en Érythrée, ainsi qu'en cette qualité, éparque titulaire d'Urima (de), en Syrie, le 3 février 1958. 
Il reçoit la consécration épiscopale de Mgr Hailé Mariam Cahsai, archéparque d'Addis-Abeba, le 6 juillet 1958 avec comme co-consécrateurs Urbain-Marie Person (de) et Giovanni C. Luigi Marinoni.
Il est nommé archéparque d'Addis-Abeba, le 9 avril 1961. 
Il participe, en qualité de père conciliaire aux quatre sessions du IIe concile œcuménique du Vatican, tenues, à Rome, de 1962 à 1965.
Il démissionne de son ministère, le 24 février 1977, en prend le titre d'Éparque émérite d'Addis-Abeba, qu'il conserve jusqu'à sa mort, le 10 septembre 1990.